# Hyphessobrycon tropis
Hyphessobrycon tropis es una especie de pez de la familia Characidae en el orden de los Characiformes.

## Morfología
Los machos pueden llegar alcanzar los 2,1 cm de longitud total.

## Hábitat
Vive en zonas de clima subtropical 21 °C - 26 °C detemperatura.

## Distribución geográfica
Se encuentran en Sudamérica:  cuenca del río Negro.